# Tenyésztőreaktor
A tenyésztőreaktor olyan atomreaktor, amely több nukleáris üzemanyagot állít elő, mint amennyit elhasznál. A láncreakciót ez esetben gyors neutronok tartják fenn, így szükségtelen a neutronmoderátor alkalmazása. 

## Urán tenyésztőreaktor
Az ilyen reaktor beindításához 15–20%-ra dúsított urán szükséges, de ha beindul, saját magának állítja elő az üzemanyagot.
Az üzemanyag 20% plutónium-dioxid (PuO2) és 80% urán-dioxid (UO2). A plutónium hasadóképes, és leginkább gyors neutronokkal lehet hasítani. A hasadásból kapott neutron is gyors, így a kör bezárult. A reaktormagot tiszta 238-as uránnal veszik körül, ami neutronbefogással (és két béta-bomlással) 239-es plutóniummá alakul. Ezt később feldolgozzák, ezáltal kinyerve a plutóniumot, amit azután üzemanyagként lehet alkalmazni.
Az előállított hasadóanyagot elsősorban fegyvergyártásra használják fel. A világ energiatermelésének töredékét adják.

## Tórium tenyésztőreaktor
A tórium alapú erőművek első lépcsője egy tenyésztési szakasz. Itt a tórium-232-est tenyésztve urán-233-ast kapunk. Ez mindenképpen szükséges, mivel a tórium 232-es nem képes maghasadásra, az urán-233 viszont igen. 

#### a tórium-tenyésztőreaktor előnyei
- a tórium csaknem háromszor gyakoribb a földkéregben, mint az urán. Ez azt jelenti, hogy csaknem olyan gyakori, mint az ólom vagy a gallium
- kevesebb bomlástermék keletkezik, mint az urán alpú erőművek esetén
- egy tonna tórium tenyésztőreaktorban való felhasználása megegyezik 200 tonna hagyományos erőművi urán által felszabadított energiamennyiséggel, vagy 3 500 000 t szénével
- a tórium bányászata biztonságosabb és egyszerűbb, mivel a tórium érce jóval nagyobb koncentrációban tartalmaz tóriumot, mint uránérc uránt, illetve nem szabadulnak fel mérgező gázok[1]

#### a tórium-tenyésztőreaktor hátrányai
- még mindig nincs kész egy jelentős tórium-reaktor sem, habár már az 1960-as években működött Oak Ridge.ben egy 2 MW kapacitású folyékony sóolvadékos reaktor.[2]
- a bomlástermékek felezési ideje kevesebb az uránnal üzemelő reaktorokénál, így nagyobb mennyiségű radioaktivitással kell számolni, és tórium- üzemanyagú reaktorok hulladékainak újra hasznosításában és tárolásában nem rendelkezünk olyan tapasztalattal, mint amilyennel az uránnál.

## Hűtőközegek
A tenyésztőreaktorok gyakran folyékony fémet használnak hűtőanyagként. A leginkább használt fém a nátrium, de kisebb erőművekben NaK és ólom is előfordul. Régebbi típusokban higanyt is használtak. A higany és a NaK előnye, hogy szobahőmérsékleten is folyékonyak, tehát jól megfelelnek a kísérleti berendezéseknek, míg a nagy teljesítményű erőművek esetében ez lényegtelen.